# 瓦莉斯·柯里-伍德
瓦莉斯·柯里-伍德（英語：Wallis Currie-Wood；1991年12月8日－），是一位美國女演員，因客串電視節目《國務卿女士》裡的史蒂芬妮 · 麥科德一角而眾人所知。

## 簡介
柯里-伍德出生於美國德克薩斯州奧斯丁。

## 影視作品
- 2014- 《國務卿女士》Madam Secretary
- 2015 《高年級實習生》The Intern

## 外部連結
- 瓦莉斯·柯里-伍德在互联网电影资料库（IMDb）上的資料（英文）
- 瓦莉斯·柯里-伍德的X（前Twitter）
- 瓦莉斯·柯里-伍德的Instagram帳戶